# コルビー・ホワイト
コルビー・アシュトン・ホワイト（Colby Ashton White, 1998年7月4日 - ）は、 アメリカ合衆国ミシシッピ州フォレスト郡ハッティズバーグ出身のプロ野球選手（投手）。右投右打。MLBのニューヨーク・ヤンキース傘下所属。

## 経歴

### プロ入りとレイズ傘下時代
2019年のMLBドラフト6巡目（全体188位）でタンパベイ・レイズから指名され、プロ入り。契約後、傘下のA-級ハドソンバレー・レネゲーズでプロデビュー。11試合に登板して1勝0敗1セーブ、防御率2.79、29奪三振を記録した。
2020年はCOVID-19の影響でマイナーリーグの試合が開催されなかったため、公式戦の登板は無かった。
2021年はA級チャールストン・リバードッグス、A+級ボーリンググリーン・ホットロッズ、AA級モンゴメリー・ビスケッツ、AAA級ダーラム・ブルズでプレーし、4チーム合計で43試合（先発1試合）に登板して4勝3敗11セーブ、防御率1.44、104奪三振を記録した。
2022年は4月にトミー・ジョン手術を受けており、シーズンを全休した。オフの11月15日にルール・ファイブ・ドラフトでの流出を防ぐために40人枠入りした。
2023年はルーキー級フロリダ・コンプレックスリーグ・レイズ、A+級ボーリンググリーン、AA級モンゴメリーでプレーし、3チーム合計で24試合（先発5試合）に登板して1勝0敗、防御率1.64、24奪三振を記録した。
2024年5月3日にDFAとなった。

### ヤンキース傘下時代
2024年5月9日にウェイバー公示を経てニューヨーク・ヤンキースへ移籍した。移籍後は傘下のAA級サマセット・ペイトリオッツへ配属されたが、5月20日にDFAとなり、23日にマイナー契約となった。

## 投球スタイル
威力のある速球はリリーフ向きと評されており、本人もクレイグ・キンブレルに憧れていた。2022年の右肘故障前には最速98mph（約157.7km/h）を記録していた。変化球ではスライダーとチェンジアップを投げる。